# Список лауреатов премии ФСБ России
В статье представлен список лауреатов Премии ФСБ России — премии в области искусства, учреждённой Федеральной службой безопасности Российской Федерации 7 февраля 2006.

## Лауреаты

### 2006
Номинация «Телевизионные и радиопрограммы»:
- 1 премия — Вахтанг Микеладзе (Заслуженный деятель искусств Российской Федерации) за цикл телепрограмм «Документальный детектив» («Останкино», «Первый канал»).
- 2 премия — Александр Сладков за документальный фильм «Конец „Чёрного Ангела“» («Россия-1»).
- 3 премия — Евгения Дюрич за документальный фильм «Профессор контрразведки» («Первый канал»).
- Поощрительные дипломы и ценные подарки с символикой ФСБ России:

Светлана Червонная за документальный телесериал о противостоянии отечественной контрразведки со спецслужбами иностранных государств в XX веке («Россия-1»).
Максим Васильев (Сыктывкар) за документальный фильм о Герое Российской Федерации подполковнике ФСБ Александре Ивановиче Алексееве «Алексеев».
Эдуард Петров за документальный фильм «Двойной агент» (программа «Честный детектив»).
Номинация «Художественная литература и журналистика»:
- 1 премия — Любовь Русева (Манькова) за книгу «Если не мы, то кто?: Хроника „взрывного“ отдела»[2].
- 2 премия — Иосиф Линдер и Николай Абин за документальный роман «Загадка для Гиммлера: Офицеры „Смерш“ в Абвере и СД».
- 3 премия — Александр Хинштейн за книгу «Подземелья Лубянки».
- Поощрительные дипломы и ценные подарки с символикой ФСБ России:

Геннадий Ананьев за роман-эпопею «Орлий клекот».
Евгений Толстых за роман «Агент Никто: из истории „Смерш“».
Номинация «Изобразительное искусство»:
- 1 премия — Алан Корнаев[3] (Краснодар) и Заурбек Дзанагов (Владикавказ) (скульпторы) за памятник «Древо скорби», посвящённый погибшим от рук террористов в школе № 1 в городе Беслане в сентябре 2004.
- 2 премия — Валерий Ржевский (архитектор) за «Монумент славы военным контрразведчикам, отдавшим жизнь за Отечество» (Москва).
- 3 премия — Николай Бугаев (Краснодар) (скульптор) и Анатолий Гурин (Краснодар) (архитектор) за памятник Герою Российской Федерации майору Евскину Вячеславу Михайловичу (Анапа).
- Поощрительные дипломы и ценные подарки с символикой ФСБ России:

Валерий Карпычев (Краснодар) (архитектор) за памятный «Знак-Стелу, посвященный сотрудникам органов безопасности всех поколений».
Геннадий Михайлов (Петрозаводск) (художник) за ряд живописных работ по пограничной тематике.
Портретная галерея «Долг и память: мы — сыновья твои, Россия» (Москва) за вклад в военно-патриотическое воспитание молодежи, увековечивание памяти погибших сотрудников ЦСН ФСБ России.
Дмитрий Надёжин (художник) за цикл живописных работ, посвящённых военно-патриотической, в том числе пограничной тематике.
Номинация «Кино- и телефильмы»:
- 1 премия — Владимир Хотиненко (соавтор сценария, режиссёр-постановщик, Заслуженный деятель искусств Российской Федерации) за телевизионный художественный фильм «Гибель империи».
- 2 премия — Борис Токарев (художественный руководитель, Заслуженный артист РСФСР) и Юрий Музыка (режиссёр-постановщик) за телевизионный фильм «Тайная стража».
- 3 премия — Вадим Шмелёв (режиссёр-постановщик) за художественный фильм «Обратный отсчёт».
- Поощрительный диплом и ценный подарок с символикой ФСБ России:

Евгений Лаврентьев (соавтор сценария и режиссёр-постановщик) за художественный фильм «Личный номер».
Номинация «Актёрская работа»:
- 1 премия — Евгений Миронов (Народный артист Российской Федерации) за роль офицера контрразведки «Смерш» капитана Алёхина в художественном фильме «В августе 44-го…».
- 2 премия — Александр Балуев за роль контрразведчика капитана Костина в телевизионном художественном фильме «Гибель империи».
- 3 премия — Сергей Маховиков за создание образов сотрудников органов безопасности в телевизионных художественных фильмах.
- Поощрительный диплом и ценный подарок с символикой ФСБ России:

Алексей Макаров за роль офицера ФСБ майора Смолина в художественном фильме «Личный номер».
Номинация «Музыкальное искусство»:
- 1 премия — Николай Расторгуев (исполнитель, Народный артист Российской Федерации) за цикл военно-патриотических песен (в том числе «По высокой траве», «Давай за…»).
- 2 премия — Александр Маршал (исполнитель) за цикл военно-патриотических песен (в том числе «Невидимый фронт»).
- 3 премия — Любовь Бирюкова (автор и исполнитель) за цикл военно-патриотических песен (в том числе о сотрудниках ФСБ).
- Поощрительные дипломы и ценные подарки с символикой ФСБ России:

Александр Колбанов (автор и исполнитель) за цикл военно-патриотических песен.
Татьяна Добровольская (автор) за песню «Федеральная служба моя».
Андрей Антоновский и Константин Моисеев (авторы) за песню «Марш российской контрразведки».

### 2007
Номинация «Телевизионные и радиопрограммы»:
- 1 премия — Сергей Медведев (автор и ведущий) за документальный фильм «Операция Агент.ru» из цикла «Лубянка» («Останкино», «Первый канал»).
- 2 премия — Игорь Прокопенко (автор и ведущий) за цикл передач, посвящённых проблемам безопасности и обороноспособности государства (программа «Военная тайна», «РЕН ТВ»).
- 3 премия — Александр Жебровский за цикл документальных фильмов о деятельности органов безопасности (программа «Следствие вели…», «НТВ»).
- Поощрительные дипломы и ценные подарки с символикой ФСБ России:

Игорь Григорьев (режиссёр, Заслуженный деятель искусств Российской Федерации) за документальный фильм «Заслон» (АНКО «Кинематографист», Владикавказ).
Валерий Удовыдченков (режиссёр) за документальный фильм «Жажда жизни» («ТВ Центр»).
Ольга Зубкова (режиссёр) за документальный фильм «Граница» о Кантемировской пограничной комендатуре («Воронеж», Воронеж).
Номинация «Художественная литература и журналистика»:
- 1 премия — Рой Медведев за книгу «Андропов» (серия «Жизнь замечательных людей»); Владимир Серебров (псевдоним) за роман «Чеченский узел»[5].
- 2 премия — не присуждалась.
- 3 премия — Павел Ермаков за книгу «Нерядовой случай».
- Поощрительные дипломы и ценные подарки с символикой ФСБ России:

Антон Мельников (псевдоним Феликс Владимиров) за книгу «Цена измены».
Геннадий Ананьев и Юрий Бойко за повесть «Стреляющие горы». В 2010 году по повести снят художественный телесериал о службе на границе «Стреляющие горы».
Олег Каширин за повесть «КГБ как КГБ».
Номинация «Изобразительное искусство»:
- 1 премия — Вадим Кириллов и Станислав Кириллов (скульпторы) за памятник Герою Российской Федерации, командиру штурмовой группы Управления «В» ЦСН ФСБ России, подполковнику Разумовскому Дмитрию Александровичу (Ульяновск) (погибшему при освобождении заложников в школе № 1 в городе Беслане).
- 2 премия — Центральный пограничный музей ФСБ России (начальник Николай Берсенёв) за популяризацию героической истории отечественных пограничных органов, создание высокохудожественной экспозиции, посвященной истории охраны и защиты границы Российского государства; Михаил Выборнов (руководитель проекта) за издание серии альбомов отечественного плаката, посвящённых пропаганде бдительности, борьбе с терроризмом и защите госграницы («Всегда на чеку!», «Крах операции „Террор“», «Границы Родины неприкосновенны!»).
- 3 премия — Олег Ершов (скульптор) за памятник сотруднику ЦСН ФСБ России майору Михаилу Кузнецову (Раменский район Московской области) (погибшему при освобождении заложников в школе № 1 в городе Беслане)[6].
- Поощрительные дипломы и ценные подарки с символикой ФСБ России:

Алан Калманов (скульптор) за памятник сотрудникам ЦСН ФСБ России, погибшим при освобождении заложников в школе № 1 в городе Беслане (Мемориальный комплекс (Беслан)).
Александр Каштанов (художник) за серию картин по тематике пограничной службы (Петрозаводск).
«Музей-усадьба Дзержиново» (Белоруссия, директор музея Тереза Чуйко) за создание высокохудожественной экспозиции, посвященной жизни и деятельности Ф. Э. Дзержинского.
Номинация «Кино- и телефильмы»:
- 1 премия — Вадим Шмелёв (режиссёр) за художественный фильм «Код Апокалипсиса».
- 2 премия — Алексей Земский (продюсер) за 12-серийный телевизионный художественный фильм «Застава».
- 3 премия — Алексей Пиманов (режиссёр) за художественный фильм «Три дня в Одессе».

Номинация «Актёрская работа»:
- 1 премия — Александр Дедюшко (посмертно) за личный вклад в формирование образа офицера спецслужб в художественных фильмах Псевдоним «Албанец», «Сармат», «Оперативный псевдоним».
- 2 премия — Анастасия Заворотнюк (Заслуженная артистка Российской Федерации) за роль офицера ФСБ в художественном фильме «Код Апокалипсиса».
- 3 премия — Фархад Махмудов (Заслуженный артист Российской Федерации) за роль начальника заставы в 12-серийном телевизионном художественном фильме «Застава».
- Поощрительный диплом и ценный подарок с символикой ФСБ России:

Александр Макогон за роль офицера госбезопасности в художественном фильме «Три дня в Одессе».
Номинация «Музыкальное искусство»:
- 1 премия — Александр Розенбаум (автор и исполнитель, Народный артист Российской Федерации) за цикл военно-патриотических песен.
- 2 премия — не присуждалась.
- 3 премия — не присуждалась.
- Поощрительные дипломы и ценные подарки с символикой ФСБ России:

Сергей Соколкин (автор стихов) и Александр Лукьянов (автор музыки) за песню «Русские солдаты».
Центральный пограничный ансамбль ФСБ России (начальник ансамбля Андрей Капралов) за концертную программу.

### 2008
Номинация «Телевизионные и радиопрограммы»:
- 1 премия — Александр Сидоров и Алексей Самолётов за документальный фильм «Формула безопасности» («Первый канал»).
- 2 премия — Руслан Трещёв за документальный фильм «Граница» («Первый канал»).
- 3 премия — Евгения Дюрич за документальный фильм «Иду на взрыв. Смертельные будни» («Россия-1»)[7].
- Поощрительные дипломы и ценные подарки с символикой ФСБ России:

Алексей Рафаенко за документальный фильм «Смерть шпионам» («Звезда»).
Сергей Кузнецов руководитель и ведущий программы «Смотр» («НТВ»).
Эдуард Щербаков за документальный фильм «Группа „А“ — судьба моя» («Россия-1»).
Ольга Кондрашова (Ростов-на-Дону) за документальный фильм «Тайное оружие. Из истории Донской контрразведки» («Дон-ТР»).
Номинация «Художественная литература и журналистика»:
- 1 премия — Владимир Давыдов за книгу «Группа специального назначения КГБ СССР „Вымпел“».
- 2 премия — Теодор Гладков за книгу «Артузов» (серия «Жизнь замечательных людей»).
- 3 премия — Борис Пидемский (Заслуженный работник культуры РСФСР) за книгу «Под стук метронома».
- Поощрительные дипломы и ценные подарки с символикой ФСБ России:

Андрей Акулинин за книгу «История одного преступления. По следам „Башкира“».
протоиерей Николай Погребняк (автор-составитель) за книгу «Победившие зло добром. Святые, покровители сил специального назначения».
Номинация «Изобразительное искусство»:
- 1 премия — Игорь Черноглазов (Владимир) (скульптор) за памятник сотрудникам органов безопасности, погибшим при исполнении служебного долга (Нижний Новгород).
- 2 премия — Историко-демонстрационный зал ФСБ России (начальник Игорь Ширяев) за популяризацию героической истории отечественных органов безопасности.
- 3 премия — не присуждалась.
- Поощрительные дипломы и ценные подарки с символикой ФСБ России:

Авторско-экспозиционная группа сотрудников ФСБ России (руководитель Доронин В. Н.) за оформление экспозиции выставки «90-лет ВЧК. На страже государственной безопасности» («Люди. Документы. События. Факты») в Центральном музее Великой Отечественной войны.
Мемориальный музей Героя Советского Союза Медведева Дмитрия Николаевича (Брянск) (заведующая музеем Нина Шик).
Игорь Башмаков (художник) за цикл работ «Служу Отечеству» (Красноярск) .
Виктор Кунгуров (художник-монументалист) за мемориал «Памяти павших воинов» сотрудникам спецподразделений ФСБ УрФО, погибшим при исполнении воинского долга (Екатеринбург).
Номинация «Кино- и телефильмы»:
- 1 премия — Сергей Урсуляк (режиссёр) и Зоя Кудря (автор сюжета) за художественный фильм «Ликвидация».
- 2 премия — Кирилл Белевич (режиссёр) за художественный фильм «Спасите наши души».
- 3 премия — не присуждалась.
- Поощрительный диплом и ценный подарок с символикой ФСБ России:

Алла Криницына (автор сценария, режиссёр) за художественный фильм «Родина или смерть».
Номинация «Актёрская работа»:
- 1 премия — Владимир Машков (Заслуженный артист Российской Федерации) за роль подполковника Давида Гоцмана в художественном фильме «Ликвидация»; Михаил Пореченков за главную роль в художественном фильме «Ликвидация» и создание образов российских офицеров в других фильмах.
- 2 премия — Михаил Мартьянов за роль офицера НКВД старшего лейтенанта Кроткого в фильме «Спасите наши души».
- 3 премия — Сергей Колтаков за роль офицера НКВД полковника Буртасова в фильме «Спасите наши души».

Номинация «Музыкальное искусство»:
- 1 премия — Лев Лещенко (Народный артист РСФСР) за творческий вклад в патриотическое воспитание российских граждан; Илья Резник (Народный артист Российской Федерации) за цикл стихов к песням о сотрудниках спецслужб.
- 2 премия — не присуждалась.
- 3 премия — не присуждалась.
- Поощрительные дипломы и ценные подарки с символикой ФСБ России:

Александра Жукова за цикл песен о сотрудниках органов безопасности.
Иванна (певица) за исполнение песни «Письмо».

### 2009
Номинация «Телевизионные и радиопрограммы»:
- 1 премия — Антон Верницкий за документальный фильм «План „Кавказ“» («Первый канал»)[8].
- 2 премия — Александр Гурешидзе, Дмитрий Коняхин за документальный фильм «Исповедь диверсанта» («Первый канал»).
- 3 премия — Ирина Свешникова за документальный цикл «Страницы истории отечественных спецслужб» («Звезда»); Валерий Довбня (генеральный продюсер) за документальный цикл «Особый отдел» («Звезда»).
- Поощрительные дипломы и ценные подарки с символикой ФСБ России:

Светлана Медведева (продюсер) за документальный фильм «Смерш» против Абвера. Операция «Следопыт» («Россия-1»).
Сергей Медведев за документальный фильм «Юрий Андропов. Пятнадцать месяцев надежды» («Первый канал»).
Номинация «Художественная литература и журналистика»:
- 1 премия — Николай Лузан (Йошкар-Ола) за книгу «„Фантом“ на связь не выйдет».
- 2 премия — Авторский коллектив (Виктор Носатов и др.) за книгу «Военная контрразведка. События, факты, люди».
- 3 премия — Александр Подолян-Лаврентьев, Александр Калиниченко за иллюстрированный публицистический сборник «Испытание Севером».
- Поощрительные дипломы и ценные подарки с символикой ФСБ России:

Владимир Оськин (главный редактор журнала «Воинское братство»).
Александр Бондаренко и Николай Ефимов за книгу «Военная контрразведка. Рассекреченные страницы».
Номинация «Изобразительное искусство»:
- 1 премия — Александр Шилов (Народный художник СССР) цикл портретных работ сотрудников органов безопасности.
- 2 премия — Александр Ткачук (Красноярск) за памятник пограничникам, погибшим в 1969 г. на острове Даманском (Дальнереченск).
- 3 премия — Владимир Семченко (начальник научно-экспозиционного отдела Центрального музея Вооружённых сил Российской Федерации, руководитель авторского коллектива выставки «90-лет военной контрразведки» в Центральном музее Вооруженных Сил и экспозиции Комнаты боевой славы военной контрразведки).
- Поощрительные дипломы и ценные подарки с символикой ФСБ России:

Вениамин Мамуткин (Йошкар-Ола) за Мемориальный комплекс авиаторам, погибшим в Афганистане (Йошкар-Ола).
Мемориальный музей Героя Советского Союза Кузнецова Николая Ивановича (Талица).
Сергей Пеньков, Владимир Гуенок (Хабаровск) за памятник пограничникам Дальнего Востока (Хабаровск).
Надежда Лабунец (Южно-Сахалинск) (художник) за цикл живописных работ по тематике пограничной службы.
Номинация «Кино- и телефильмы»:
- 1 премия — не присуждалась.
- 2 премия — Сергей Урсуляк (режиссёр) за художественный телевизионный сериал «Исаев».
- 3 премия — Наталия Будкина (продюсер) за художественный телесериал «Приказано уничтожить! Операция: „Китайская шкатулка“».
- Поощрительный диплом и ценный подарок с символикой ФСБ России:

Мурад Алиев (режиссёр) за художественный телесериал «Платина-2».
Номинация «Актёрская работа»:
- 1 премия — Вячеслав Тихонов (Народный артист СССР, посмертно) за лучшую роль сотрудника органов безопасности в отечественном кинематографе[9].
- 2 премия — Даниил Страхов за исполнение роли Максима Исаева в сериале «Исаев».
- 3 премия — Тарас Бибич за исполнение роли офицера «Смерш» капитана Неверова в сериале «Приказано уничтожить! Операция: „Китайская шкатулка“».
- Поощрительные дипломы и ценные подарки с символикой ФСБ России:

Илья Оболонков за исполнение роли военного контрразведчика Алексея Карташа в сериале «Платина-2».
Сергей Шнырёв за исполнение роли сотрудника Оперативно-поискового управления ФСБ в сериале «Тайная стража. Смертельные игры».
Номинация «Музыкальное искусство»:
- 1 премия — Иосиф Кобзон (Народный артист СССР) за творческий вклад в патриотическое воспитание российских граждан.
- 2 премия — Николай Носков за исполнение песни «Павшим друзьям» и Сергей Трофимов («Трофим») за исполнение песни «Кем мы были для Отчизны».
- 3 премия — Зара (певица) за исполнение песни «Это просто война…».

### 2010
Номинация «Телевизионные и радиопрограммы»:
- 1 премия — Вадим Гасанов за документальный фильм «Никита Карацупа. Следопыт из легенды» («Россия-1»).
- 2 премия — Светлана Униговская за цикл программ «Тайная война» («Столица»).
- 3 премия — Ирина Прокудина за документальный фильм «Контрудар по Цеппелину» («Звезда»).
- Поощрительные дипломы и ценные подарки с символикой ФСБ России:

Константин Лазарев за документальный фильм «Наш Дэн» («ТВН», Ногинск).
Евгения Бруславцева за документальный фильм «Бессмертен».
Олег Кулинич и Наталья Тимофеева за цикл радиопередач о Пограничной службе ФСБ России (радиокомпания «Голос России»).
Номинация «Художественная литература и журналистика»:
- 1 премия — Павел Багимов (литературный псевдоним Павел Михайлов) за книгу «Охота на „Акулу“. Правила собственной безопасности».
- 2 премия — Владимир Березко (литературный псевдоним Кирилл Казанцев) за книгу «Связанные одной смертью».
- 3 премия — Николай Иванов за литературный сборник «Высокое слово правды».
- Поощрительные дипломы и ценные подарки с символикой ФСБ России:

Геннадий Ананьев и Юрий Бойко за сборник повестей «Пасть Дракона».
Владимир Приёмышев за роман «Тайна исчезнувшего борта».
Номинация «Изобразительное искусство»:
- 1 премия — Василий Нестеренко (Народный художник Российской Федерации) за цикл живописных работ по тематике пограничной службы и личный вклад в патриотическое воспитание российских граждан.
- 2 премия — Геннадий Вострецов за памятник Героям-кижеватовцам — защитникам Брестской крепости (Тюмень).
- 3 премия — Историко-демонстрационный зал Управления ФСБ России по Республике Татарстан; Александр Орлов, Сергей Сапожников, Александр Мясников, Николай Кузнецов за скульптурную композицию «Из истории органов безопасности».
- Поощрительные дипломы и ценные подарки с символикой ФСБ России:

Историко-демонстрационный зал Управления ФСБ России по Тульской области.
Евгений Таев (архитектор) и Владимир Лобанов (художник) за памятник пограничникам Карелии (Петрозаводск).
Номинация «Кино- и телефильмы»:
- 1 премия — Игорь Угольников (генеральный продюсер) и Александр Котт (режиссёр) за художественный фильм «Брестская крепость».
- 2 премия — не присуждалась.
- 3 премия — не присуждалась.

Номинация «Актёрская работа»:
- 1 премия — Юрий Соломин (Народный артист СССР) за создание высокохудожественных образов сотрудников органов безопасности в отечественном кинематографе.
- 2 премия — Андрей Мерзликин за исполнение роли начальника погранзаставы Андрея Кижеватова в фильме «Брестская крепость».
- 3 премия — не присуждалась.
- Поощрительные дипломы и ценные подарки с символикой ФСБ России:

Алексей Копашов за исполнение роли Сашки Акимова в фильме «Брестская крепость».
Номинация «Музыкальное искусство»:
- 1 премия — Александр Маршал (исполнитель) за цикл военно-патриотических песен.
- 2 премия — не присуждалась.
- 3 премия — не присуждалась.

### 2011
Номинация «Телевизионные и радиопрограммы»:
- 1 премия — Алексей Рафаенко за цикл документальных фильмов «Комиссар госбезопасности», «Они знали, что будет… война», «Часовые памяти. Ленинградская область».
- 2 премия — Сергей Зайцев за документальный цикл «Псы войны. Ликвидация»; Вадим Гасанов за документальный фильм «Война. Первые четыре часа».
- 3 премия — Алексей Панков и Виктор Шокшин за документальный цикл «Особые» («Добровольцы НКВД» и «Военная тайна калужского леса»).

Номинация «Художественная литература и журналистика»:
- 1 премия — Евгений Анташкевич за роман «Харбин» и Теодор Гладков за книгу «Николай Кузнецов».
- 2 премия — Николай Юрконенко за роман «Вернись после смерти».
- 3 премия — Анатолий Ткачук за книгу «Опасное наследие Прометея. КГБ и первый удар мирного атома».
- Поощрительные дипломы и ценные подарки с символикой ФСБ России:

Сергей Кузнецов за книгу «Николай Кузнецов. Непревзойдённая легенда» (Талица, Свердловская область).
Виктор Руденко за документально-художественное издание «Особая миссия» (Воронеж).
Номинация «Изобразительное искусство»:
- 1 премия — Региональная общественная организация «Ветераны военной контрразведки» (председатель Совета Касим Яхиен) за разработку и реализацию благотворительной программы.
- 2 премия — не присуждалась.
- 3 премия — Иван Лалиашвили за цикл живописных работ по тематике пограничной службы.

Номинация «Кино- и телефильмы»:
- 1 премия — не присуждалась.
- 2 премия — Сергей Маховиков за сценарий и постановку художественного фильма «Тихая застава».
- 3 премия — Андрей Каморин и Рустам Уразаев за телевизионный художественный фильм «Стреляющие горы».

Номинация «Актёрская работа»:
- 1 премия — Сергей Селин (Заслуженный артист Российской Федерации) за роль старшины погранзаставы Владимира Грицюка и роли сотрудников правоохранительных органов в отечественном кинематографе.
- 2 премия — Роман Курцын за роль офицера-пограничника старшего лейтенанта Меркурьева в телесериале «Стреляющие горы».
- 3 премия — Андрей Чадов за роль начальника погранзаставы капитана Андрея Панкова в художественном фильме «Тихая застава».

Номинация «Музыкальное искусство»:
- 1 премия — Олег Газманов (Народный артист Российской Федерации) за песню «Погранзастава» к телефильму «Стреляющие горы», цикл военно-патриотических песен и личный вклад в патриотическое воспитание российской молодёжи.
- 2 премия — Лилия Мкртчян за написание и исполнение песни «Памяти павших».
- 3 премия — не присуждалась.

### 2012
Номинация «Телевизионные и радиопрограммы»:
- 1 премия — Сергей Медведев за документальный цикл «Тайны разведки».
- 2 премия — Михаил Роговой и Сергей Ветлин за документальный фильм «Трианон. Шифровка с того света».
- 3 премия — не присуждалась.

Номинация «Художественная литература и журналистика»:
- 1 премия — Юрий Логвиненко за художественное исследование «История российского шпионажа и сыска глазами филателиста».
- 2 премия — Александр Плеханов и Андрей Плеханов за научно-популярное издание «Отдельный корпус пограничной стражи на границе России (1893—1919)».
- 3 премия — Марина Чистоногова за сборник очерков и стихов «Граница окнами на Полюс».

Номинация «Изобразительное искусство»:
- 1 премия — Володя Саргсян (скульптор) за памятник погибшим в локальных войнах «Вечная память воинам Югры».
- 2 премия — Игорь Башмаков (художник) за цикл художественно-графических работ по тематике специальных служб (Красноярск).
- 3 премия — авторский коллектив проекта памятника «Слава героям-пограничникам» в городе Каспийске Республики Дагестан.

Номинация «Кино- и телефильмы»:
- 1 премия — Карен Шахназаров (Народный артист Российской Федерации) за постановщику и сценарий художественного фильма «Белый тигр».
- 2 премия — Наталия Будкина (продюсер) за телесериал «Фантом».
- 3 премия — не присуждалась.

Номинация «Актёрская работа»:
- 1 премия — не присуждалась.
- 2 премия — Кирилл Гребенщиков за роль офицера военной контрразведки подполковника Кочубея в телесериале «Фантом».
- 3 премия — Виталий Кищенко (Заслуженный артист Российской Федерации) за роль офицера военной контрразведки майора Федотова в художественном фильме «Белый тигр».

Номинация «Музыкальное искусство»:
- 1 премия — Центральный пограничный ансамбль ФСБ России (начальник ансамбля Андрей Капралов).
- 2 премия — Александра Жукова за цикл песен о сотрудниках органов безопасности.
- 3 премия — Константин Клюкин за песню «Сотрудники» к телесериалу «Фантом».

### 2013
Номинация «Телевизионные и радиопрограммы»:
- 1 премия — Александр Сладков, Дмитрий Коняхин, Игорь Чернов за документальный фильм «Огненная застава. Оставшиеся в живых».
- 2 премия — Алексей Рафаенко за документальные фильмы о сотрудниках органов безопасности («Часовые памяти. Волгоградская область», «От границы — до Победы!», «СМЕРШ. Момент истины»); Александр Искин за документальный фильм «Бенкендорф. О бедном жандарме замолвите слово».
- 3 премия — Анастасия Шипулина за документальный цикл «Зафронтовые разведчики»; Ирина Холмова за документальный фильм «Большой дом».

Номинация «Художественная литература и журналистика»:
- 1 премия — Николай Лузан за повести «О нём доложили Сталину», «Операция „Мираж“», «На службе отечеству» и «Смерть шпионам».
- 2 премия — Евгений Анташкевич за роман «33 рассказа о китайском полицейском поручике Сорокине».
- 3 премия — Олег Петров за повесть «Снегири на снегу».

Номинация «Изобразительное искусство»:
- 1 премия — Вячеслав Бухаев, Марлен Цхададзе, Антон Иванов за памятник «Бойцам Спецназа России».
- 2 премия — Центральный музей Вооружённых Сил Российской Федерации за организацию экспозиции выставки, посвященной 70-летию создания органов военной контрразведки «СМЕРШ» (директор музея Александр Никонов).
- 3 премия — Иван Мельников за памятник пограничникам Арктики в городе Мурманске.

Номинация «Кино- и телефильмы»:
- 1 премия — Олег Погодин за постановку телевизионного художественного фильма «Крик совы».
- 2 премия — не присуждалась.
- 3 премия — не присуждалась.

Номинация «Актёрская работа»:
- 1 премия — Сергей Пускепалис (Заслуженный артист Российской Федерации) за роль офицера КГБ капитана Митина в телесериале «Крик совы»; Андрей Мерзликин за роль офицера МВД майора Балахнина в телесериале «Крик совы».
- 2 премия — не присуждалась.
- 3 премия — не присуждалась.

Номинация «Музыкальное искусство»:
- 1 премия — Ансамбль песни и пляски Российской армии имени А. В. Александрова (директор ансамбля Леонид Малев) за многолетний вклад в патриотическое воспитание российских граждан.
- 2 премия — не присуждалась.
- 3 премия — не присуждалась.

### 2014
Номинация «Телевизионные и радиопрограммы»:
- 1 премия — Ирина Щербина и Людмила Романенко за документальный фильм «Юрий Андропов. Terra Incognita» («Россия-1»).
- 2 премия — Сергей Медведев, Елена Клишина за документальные фильмы о сотрудниках органов безопасности («Группа „Альфа“. Люди специального назначения», «Останкино», «Первый канал»)
- 3 премия — Сергей Ломакин за документальный фильм «Сердце адмирала», фонд «Народное единство» («ОТР», Москва).

Номинация «Художественная литература и журналистика»:
- 1 премия — Евгений Примаков (академик РАН) за книги и статьи по проблемам международной безопасности.
- 2 премия — Юрий Шлейкин автор книги «Андропов. Карелия 1940—1951… Биографическая хроника» (Петрозаводск); Олег Бучнев автор сборника повестей и рассказов «Вдоль кромки времен»; Николай Иванов автор книги «Новеллы цвета хаки».
- 3 премия — Ольга Дубовая автор книги «Герои нашего времени».

Номинация «Изобразительное искусство»:
- 1 премия — Студия военных художников имени М. Б. Грекова за многолетнюю творческую деятельность по воссозданию в художественных образах знаменательных страниц доблести и славы русского оружия, истории армии и народа, а также цикл художественных работ «Навстречу 100-летию военной контрразведки» (директор студии — Андрей Соколов).
- 2 премия — Фёдор Федюнин (художник) автор картины «Груз 200» (Санкт-Петербург).
- 3 премия — Игорь Башмаков (художник) автор картины «Возвращение» (Красноярск).

Номинация «Кино- и телефильмы»:
- 1 премия — не присуждалась.
- 2 премия — не присуждалась.
- 3 премия — Олег Рясков (продюсер, автор сценария и режиссёр) за телесериал «Записки экспедитора Тайной канцелярии».

Номинация «Актёрская работа»:
- 1 премия — Василий Лановой (актёр театра и кино, Народный артист СССР) за создание высокохудожественных образов сотрудников органов безопасности в отечественном кинематографе.
- 2 премия — Сергей Чонишвили (актёр театра и кино, Заслуженный артист Российской Федерации) за роль начальника канцелярии тайных разыскных дел Андрея Ушакова в телесериале «Записки экспедитора Тайной канцелярии», а также за участие в создании (озвучивание) многочисленных документальных фильмов об истории и сегодняшней деятельности отечественных спецслужб.
- 3 премия — не присуждалась.

Номинация «Музыкальное искусство»:
- 1 премия — Михаил Ножкин (актёр театра и кино, поэт и музыкант, Народный артист РСФСР) за цикл авторских песен о работе сотрудников органов безопасности и личный творческий вклад в патриотическое воспитание российских граждан.
- 2 премия — Симон Осиашвили (Заслуженный артист Российской Федерации), Владислав Французов авторы песни «Линия жизни».
- 3 премия — не присуждалась.

### 2015
Номинация «Телевизионные и радиопрограммы»:
- 1 премия — Вадим Гасанов автор документального фильма «Перемышль. Подвиг на границе» («Россия-1»).
- 2 премия — Сергей Барабанов, Леонид Мёдов авторы документального фильма «Последняя миссия „Охотника“» («Россия-1»).
- 3 премия — Александр Сидоров автор документального фильма «Группа „А“. Охота на шпионов» («Россия-1»).
- Поощрительные дипломы и ценные подарки с символикой ФСБ России:

Лилиана Гребнева, Екатерина Китайцева авторы документального фильма «Убить гауляйтера. Приказ для троих» («Россия-1»).
Светлана Буланова автор документального фильма «Сабуров. Живая память», ТРК «Удмуртия» (Ижевск).
Анна Шурыгина руководитель творческой группы документального цикла «Антология антитеррора» («Россия-1»).
Номинация «Художественная литература и журналистика»:
- 1 премия — не присуждалась.
- 2 премия — Ирина Дегтярёва автор романа «Крючок под наживкой», литературный журнал «Подвиг».
- 3 премия — Юрий Новиков (литературный псевдоним Руслан Григорьев) автор романа «Петля Сергея Нестерова».
- Поощрительные дипломы и ценные подарки с символикой ФСБ России:

Александр Калиниченко, Александр Подолян-Лаврентьев составители иллюстрированного художественно-публицистического издания «Береговая охрана».
Илья Дроканов автор романа-дилогии «Броня Балтики» и «Битва за Балтику», литературный журнал «Подвиг».
Юрий Коняев руководитель проекта иллюстрированного издания «Из истории контрразведки. 95 лет Камышинскому ЧК» (Волгоград).
Василий Алексеев руководитель авторского коллектива подарочного издания «Щит и меч. К 95-летию органов безопасности в Республике Якутия» (Якутск).
Номинация «Изобразительное искусство»:
- 1 премия — Александр Бурганов (скульптор, Народный художник РСФСР), автор стелы «Ангел мира» в селе Молотычи Фатежского района Курской области на месте расположения в период Курской битвы штаба 70-й армии НКВД СССР.
- 2 премия — Валерий Серёжин, Сергей Серёжин авторы мемориального комплекса «Адмирал», посвящённого сотруднику органов безопасности, Герою Российской Федерации адмиралу Угрюмову Герману Алексеевичу (Ставрополь).
- 3 премия — Творческий коллектив Центрального музея Вооружённых Сил Российской Федерации (руководитель Владимир Семченко) за создание экспозиции Зала боевой славы военной контрразведки ФСБ России; Творческий коллектив создателей экспозиции историко-демонстрационного комплекса Академии ФСБ России (руководитель Дмитрий Карагодин); Юрий Уваркин автор памятника «Сотрудникам органов государственной безопасности, партизанам, бойцам разведывательно-диверсионных групп и истребительных батальонов — участникам обороны города Тулы осенью-зимой 1941 года» (Тула).
- Поощрительные дипломы и ценные подарки с символикой ФСБ России:

Елена Рыбкина (художник) автор серии работ в память о погибших при освобождении заложников в школе № 1 в городе Беслане сотрудниках спецподразделений ФСБ России (Екатеринбург).
Надежда Лабунец (художник) автор серии работ о сотрудниках спецподразделений и пограничниках ФСБ России (Южно-Сахалинск).
Геннадий Кузьмин (художник) автор триптиха «Сибиряки — защитники Отечества» (Иркутск).
Номинация «Кино- и телефильмы»:
- 1 премия — Андрей Малюков (режиссёр, Народный артист Российской Федерации) за создание высокохудожественных кино- и телефильмов, способствующих формированию в обществе положительного образа защитника Родины.
- 2 премия — Александр Франскевич (режиссёр, сценарист, продюсер, актёр) за создание популярных военно-патриотических телесериалов, в том числе о сотрудниках специальных служб и пограничниках.
- 3 премия — не присуждалась.

Номинация «Актёрская работа»:
- 1 премия — Станислав Любшин (актёр театра и кино, Народный артист РСФСР) за создание высокохудожественных образов сотрудников органов безопасности в отечественном кинематографе.
- 2 премия — Александр Тютин (актёр театра и кино) за талантливое воплощение в российских кино- и телефильмах образов руководителей и сотрудников органов безопасности и правоохранительных органов.
- 3 премия — не присуждалась.

Номинация «Музыкальное искусство»:
- 1 премия — Ансамбль «Сябры» (руководитель Народный артист Республики Беларусь Анатолий Ярмоленко) за многолетнюю творческую деятельность по духовно-нравственному и патриотическому воспитанию граждан; Денис Майданов автор и исполнитель цикла военно-патриотических песен.
- 2 премия — Дмитрий Полторацкий автор и исполнитель цикла песен, посвящённых спецподразделениям органов безопасности.
- 3 премия — Александр Мордовин за организацию военно-патриотических концертных программ «Ради блага России».

### 2016
Номинация «Телевизионные и радиопрограммы»:
- 1 премия — Ильнур Рафиков генеральный продюсер документального цикла «Без срока давности» («Звезда»).
- 2 премия — Сергей Барабанов, Андрей Куренков авторы документального фильма «Поединок в Лефортово. Шах и мат Бурбону» («Россия-1»).
- 3 премия — Галина Гурова, Светлана Кочергина авторы цикла телепередач «Страницы истории самарской контрразведки» (ТРК «Губерния», Самара).
- Поощрительные дипломы и ценные подарки с символикой ФСБ России:

Светлана Ахметдинова, Владимир Слепнев авторы документального фильма «Непобедимый. Две войны Кирилла Орловского» («Россия-1»).
Юлия Медведева продюсер документального цикла документальных фильмов «Россия без террора», кинокомпания «Мастерская» («Россия-1»).
Сергей Кузнецов руководитель и ведущий программы «Смотр» («НТВ»).
Вячеслав Тихонов (военный обозреватель ТРК «РТВ-Подмосковье») автор и ведущий программы «Государственная безопасность. ФСБ России».
Номинация «Художественная литература и журналистика»:
- 1 премия — Борис Кривенков автор исторического романа "Охота за «Чёрным драконом» (Биробиджан).
- 2 премия — Олег Нечипоренко автор книг «КГБ и тайна смерти Кеннеди» и «Жизнь в конспирации», а также цикла публикаций по проблематике борьбы с терроризмом.
- 3 премия — Павел Евдокимов главный редактор газеты «Спецназ России»; Александр Никифоров автор книг «Пустынные воспоминания. Афганский дневник».
- Поощрительные дипломы и ценные подарки с символикой ФСБ России:

Павел Багимов (литературный псевдоним Павел Михайлов) автор книги «На два фронта» (Сыктывкар).
Номинация «Изобразительное искусство»:
- 1 премия — Владимир Золотухин, Серафима Золотухина авторы архитектурно-скульптурной композиции «Защитникам рубежей Отечества — пограничникам» в городе Краснодаре.
- 2 премия — Александр Коровин автор памятника «Бойцам спецназа — солдатам России» в Чеховском районе Московской области; Игорь Минин (Заслуженный художник Российской Федерации) автор памятника «Пограничникам России» в парке им. Ф. Э. Дзержинского в городе Курске.
- 3 премия — Игорь Башмаков (художник) автор цикла художественно-графических работ, посвящённых сотрудникам спецподразделений (Красноярск).
- Поощрительные дипломы и ценные подарки с символикой ФСБ России:

Георгий Мясников (член-корреспондент РАХ) автор памятника «Сотрудникам органов безопасности Ставропольского края».
Номинация «Актёрская работа»:
- 1 премия — Борис Щербаков (актёр театра и кино, Народный артист Российской Федерации).
- 2 премия — не присуждалась.
- 3 премия — не присуждалась.

Номинация «Кино- и телефильмы»:
- 1 премия — «Центральная киностудия детских и юношеских фильмов имени Максима Горького» (генеральный директор Сергей Зернов).
- 2 премия — не присуждалась.
- 3 премия — не присуждалась.

Номинация «Музыкальное искусство»:
- 1 премия — Эдуард Артемьев (композитор, Народный артист Российской Федерации) за создание музыки к художественным и телефильмам о работе органов безопасности и пограничников; Пётр Шаболтай (генеральный директор и художественный руководитель ФГБУК «Государственный Кремлёвский дворец», Народный артист Российской Федерации) за многолетнюю творческую деятельность по организации праздничных концертов, посвящённых Дню работника органов безопасности и Дню пограничника.
- 2 премия — не присуждалась.
- 3 премия — не присуждалась.
- Поощрительные дипломы и ценные подарки с символикой ФСБ России:

Максим Гребенщиков автор цикла военно-патриотических песен о пограничной службе (Воронеж).
Владимир Вершинин автор цикла песен по пограничной тематике (Москва).
Константин Оспенников автор песни «Вас легко по фуражкам узнать» (Москва).

### 2017
Номинация «Телевизионные и радиопрограммы»:
- 1 премия — Ильнур Рафиков генеральный продюсер документального цикла «Легенды госбезопасности» («Звезда»).
- 2 премия — Пётр Широбоков автор документальных фильмов «13 теней Войны» и «На уровне сердца» («ТВ-21», Мурманск).
- 3 премия — Дмитрий Смирнов, Денис Симоненко авторы документального фильма «Чёрные бушлаты» («Телерадиокомпания ИТВ», Симферополь).
- Поощрительные дипломы и ценные подарки с символикой ФСБ России:

Игорь Корнейков автор документального фильма «Солнце поднимается на востоке» («Тамбов», Тамбов).
Пётр Любимов автор документального фильма «Пограничное состояние» («ТВ Центр», Москва).
Максим Пугачёв автор документального фильма «Осколки памяти» («Оренбург», Оренбург).
Алексей Ковтун автор телепрограммы памяти Героя Российской Федерации Алихана Макшариповича Калиматова («Ингушетия», Магас).
Номинация «Художественная литература и журналистика»:
- 1 премия — Олег Петров автор исторического романа «Лихое время» (Чита).
- 2 премия — Александр Куланов автор книги «Роман Ким» (серия «Жизнь замечательных людей»).
- 3 премия — Сергей Рюмин автор романа «Позывной „Санитары“» (Рязань).
- Специальная премия — Авторский коллектив подарочной книги-альбома «ВЧК. Главные документы» (Владимир Сунгоркин, Владимир Долматов, Андрей Дятлов, Александр Кулаков, «Комсомольская правда», Москва).
- Поощрительные дипломы и ценные подарки с символикой ФСБ России:

Редакция литературно-художественного журнала «Подвиг» (главный редактор Алексей Шевелев) за многолетнюю публикацию литературных произведений по истории и современной деятельности отечественных специальных служб (Москва).
Григорий Мамонов, Елена Кудрявцева авторы-составители подарочной книги-альбома «Управление делами ФСБ России. Факты, документы, воспоминания» (Москва).
Номинация «Изобразительное искусство»:
- 1 премия — Александр Шилов (Народный художник СССР) за цикл портретных работ сотрудников и ветеранов органов безопасности (Москва).
- 2 премия — Геннадий Квашура (художник) за цикл портретных работ ветеранов органов безопасности (Краснодар).
- 3 премия — Историко-демонстрационный зал подразделений специального назначения органов безопасности России (автор идеи и разработчик концепции экспозиции зала Иван Булыгин) Балашиха, Московская область; Авторский коллектив проекта восстановления Дома-музея Ф. Э. Дзержинского в селе Кай Кировской области (Рахим Азимов, Анна Стрижова, Мария Кудрявцева) Киров.
- Поощрительные дипломы и ценные подарки с символикой ФСБ России:

Анатолий Сидорук автор графических портретных работ руководителей и сотрудников отечественных органов безопасности (Москва).
Надир Альмеев автор картины «Подвиг майора» (Казань).
Сергей Здухов автор картины «1942 год. Радиоигра» (Иваново).
Полина Кукулиева (художник) автор серии акварельных работ, посвящённых работе сотрудников органов безопасности (Иваново).
Номинация «Кино- и телефильмы»:
- 1 премия — Эдуард Пичугин (генеральный продюсер), Александр Касаткин (режиссёр-постановщик) создатели художественного фильма «Три дня до весны» («Ленфильм»).
- 2 премия — не присуждалась.
- 3 премия — не присуждалась.

Номинация «Актёрская работа»:
- 1 премия — Евгений Сидихин (актёр театра и кино) за талантливое воплощение образов руководителей и сотрудников органов государственной безопасности, правоохранительных органов в отечественных кино- и телефильмах (Санкт-Петербург).
- 2 премия — Кирилл Плетнёв (актёр театра и кино, кинорежиссёр) за роль офицера-контрразведчика НКВД Владимира Андреева в художественном фильме «Три дня до весны» (Москва).
- 3 премия — не присуждалась.

Номинация «Музыкальное искусство»:
- 1 премия — Василий Герелло (Народный артист Российской Федерации, солист Мариинского театра) за личное участие в творческих проектах по патриотическому воспитанию российских граждан, оказание содействия органам безопасности в духовно-нравственном воспитании сотрудников (Санкт-Петербург).
- 2 премия — Сергей Зверев (Заслуженный артист Российской Федерации, профессор) за организацию в регионах России гастрольного тура «Отечества достойные сыны», посвященного 100-летию органов безопасности, активное личное содействие органам безопасности в духовно-нравственном и патриотическом воспитании сотрудников (Москва).
- 3 премия — Евгений Мичурин автор песенного цикла «Пограничник янтарного края» (Калининград); Творческое объединение имени Сергея Владимирского (Народный ансамбль России «Гренада», руководитель Татьяна Владимирская) за многолетнюю творческую деятельность по пропаганде отечественной и мировой музыкальной культуры, а также оказание содействия органам безопасности в духовно-нравственном и патриотическом воспитании сотрудников (Москва).
- Поощрительные дипломы и ценные подарки с символикой ФСБ России:

Сергей Редькин автор цикла песен о пограничной службе (Барнаул).
Вокальная группа «Кордон» Пограничного управления ФСБ России по Челябинской области (руководитель Александр Попов) за создание и исполнение цикла песен о пограничной службе (Челябинск).
Денис Платонов (Заслуженный артист Российской Федерации) автор цикла военно-патриотических песен (Москва).
Премия общественного совета при ФСБ России:
Сергей Кузнецов руководитель и ведущий программы «Смотр» («НТВ»).

### 2018
Номинация «Телевизионные и радиопрограммы»:
- 1 премия — Анна Виноградова, Александр Сидоров, Михаил Воронежцев авторы двухсерийного документального фильма «Американский отдел. Капкан на ЦРУ» («Россия-1», Москва).
- 2 премия — Алексей Егоров (автор и ведущий программы «Военная приёмка» на телеканале «Звезда») за создание цикла программ, посвящённых современной деятельности Пограничной службы и ЦСН ФСБ России («Звезда», Москва).
- 3 премия — Ильнур Рафиков руководитель авторских коллективов и генеральный продюсер документальных циклов «Граница. Особые условия службы» и «Центр специального назначения» («Звезда», Москва).
- Поощрительные дипломы и ценные подарки с символикой ФСБ России:

Сергей Ломакин и Татьяна Лебяжьева авторы документального фильма «Алексей Баландин. Последние слова» («ОТР», Москва).
Антон Смирнов автор документального фильма «„Лесники“. История одной радиоигры» (Кострома).
Номинация «Художественная литература и журналистика»:
- 1 премия — Александр Звягинцев автор романа-хроники «На веки вечные» (Москва).
- 2 премия — не присуждалась.
- 3 премия — Виктор Носатов автор романа «Мгновение истины. В августе четырнадцатого» (Москва); Сергей Мильшин автор документальной повести «День всех святых» (Белгород).
- Поощрительные дипломы и ценные подарки с символикой ФСБ России:

не присуждались.
Номинация «Изобразительное искусство»:
- 1 премия — Михаил Баскаков и Алексей Чебаненко (скульпторы) авторы «Монумента погибшим экипажам дальней авиации ФСБ» в а/п «Шереметьево», памятника «Защитникам рубежей Отечества» в Рыльске, серии бюстов выдающихся сотрудников отечественных органов безопасности (Москва).
- 2 премия — Вадим Кириллов (скульптор) автор скульптурных композиций «Возвращение» на территории ЦСН ФСБ России и «Столетие радиоэлектронной разведки ФСБ России» (Москва).
- 3 премия — Геннадий Квашура (художник) автор картины «Спецназ» (Краснодар); Александр Редькин (скульптор) автор памятника «Мемориал Славы защитникам территориальной целостности, суверенитета и безопасности Отечества» (Новокузнецк); Валерий Ковалёв (скульптор) автор мемориального комплекса «Пограничникам всех поколений» (Калининград); Полина Кукулиева (художник) автор цикла акварельных работ, посвящённых сотрудникам и ветеранам органов безопасности (Иваново).
- Поощрительные дипломы и ценные подарки с символикой ФСБ России:

Галина Отделкина руководитель авторского коллектива по разработке и реализации проекта реконструкции Зала Славы Историко-демонстрационного зала ФСБ России (Москва).
Юрий Киреев (скульптор) автор памятника Феликсу Эдмундовичу Дзержинскому в Курске.
Номинация «Кино- и телефильмы»:
- 1 премия — Карен Шахназаров (Народный артист Российской Федерации) главный продюсер художественного фильма «Решение о ликвидации».
- 2 премия — не присуждалась.
- 3 премия — не присуждалась.
- Поощрительные дипломы и ценные подарки с символикой ФСБ России:

Александр Аравин (кинорежиссёр) режиссёр-постановщик художественного фильма «Решение о ликвидации».
Галина Шадур (директор киностудии «Курьер») продюсер художественного фильма «Решение о ликвидации».
Номинация «Актёрская работа»:
- 1 премия — Игорь Петренко (актёр театра и кино) за талантливое воплощение образов сотрудников органов безопасности в отечественных кино- и телефильмах.
- 2 премия — Алексей Вертков (Заслуженный артист Российской Федерации, актёр театра и кино) за роль сотрудника ФСБ в художественном фильме «Решение о ликвидации»; Алексей Шевченков (Заслуженный артист Российской Федерации, актёр театра и кино) за роль сотрудника ФСБ в художественном фильме «Решение о ликвидации».
- 3 премия — Иван Шахназаров (киноактёр) за роль сотрудника ФСБ в художественном фильме «Решение о ликвидации».
- Поощрительные дипломы и ценные подарки с символикой ФСБ России:

не присуждались.
Номинация «Музыкальное искусство»:
- 1 премия — Юрий Потеенко (композитор) за создание музыки к художественному фильму «Решение о ликвидации» (Москва).
- 2 премия — Евгений Глазов (Народный артист Российской Федерации, главный режиссёр Государственного Кремлёвского дворца) режиссёр-постановщик праздничных концертов, посвящённых Дню работника органов безопасности Российской Федерации и Дню пограничника.
- 3 премия — не присуждалась.
- Поощрительные дипломы и ценные подарки с символикой ФСБ России:

Сергей Марасанов (Заслуженный артист Российской Федерации, певец и композитор) автор песен «Мы солдаты твои, Россия» и «Письмо пограничника» (Краснодар).
Премия общественного совета при ФСБ России:
Алексей Бузин (главный редактор киноконцерна «Мосфильм») за создание сценария художественного фильма «Решение о ликвидации».
Алексей Рафаенко (автор и ведущий программы «Часовой» на «Первом канале») за создание цикла программ к 100-летию Пограничной службы и 20-летию ЦСН ФСБ России.

### 2019—2020
Номинация «Телевизионные и радиопрограммы»:
- 1 премия — Людмила Кубарева автор документального фильма «Просто жить» («Санрайз Пикчерс», Москва).
- 2 премия — Дмитрий Коняхин, Александр Сладков, Игорь Чернов авторы документального фильма «Операция „Аргун“» («Россия-1»).
- 3 премия — Тарас Островский автор документального фильма «Хатынь. Убийцы ещё живы» из цикла «Основано на реальных событиях» («НТВ»); Магомед Осканов, Юсуп Гелисханов авторы документальных фильмов «Завербованные», «Вербовщики» («Ингушетия», Магас); Кирилл Хандин директор Дирекции телевизионного производства телеканала «Звезда», за личный вклад в развитие и продвижение документального кино по тематике органов безопасности на телеканале «Звезда».
- Поощрительные дипломы и ценные подарки с символикой ФСБ России:

Роман Зимин автор документального фильма «По ту сторону границы» (киностудия Центрального пограничного музея ФСБ России, Москва).
Андрей Гришаков автор документального фильма «Попавшие в сеть» (киностудия «САГА», Красноярск).
Елена Пономарёва автор документального фильма «За гранью» («Русский Север», Вологда).
Номинация «Художественная литература и журналистика»:
- 1 премия — Александр Бондаренко автор книг «Герои „СМЕРШ“» и «Военные контрразведчики» (серия «Жизнь замечательных людей», Москва).
- 2 премия — Алексей Попов автор документального детектива «Окаянное племя. Террористы против Российской империи» (Москва).
- 3 премия — Константин Похил автор детективной повести «Анабиоз» (Москва).
- Поощрительные дипломы и ценные подарки с символикой ФСБ России:

Роман Коробов автор художественной повести «Мост через реку Бартанг» (Ростов-на-Дону).
Номинация «Изобразительное искусство»:
- 1 премия — Василий Нестеренко (Народный художник Российской Федерации) за создание цикла картин антитеррористической направленности «Сирийская земля», художественное оформление Патриаршего собора во имя Воскресения Христова — Главного храма Вооружённых сил Российской Федерации и Храма святого праведного воина адмирала Фёдора Ушакова в Южном Бутово, а также активное личное содействие органам безопасности в духовно-нравственном и патриотическом воспитании сотрудников (Москва).
- 2 премия — Вадим Кириллов (скульптор) автор скульптурной композиции «Памятник сотрудникам Управления ФСБ России по Чеченской Республике» в городе Грозный (Москва); Сергей Пеньков, Владимир Гуенок (скульпторы) авторы «Мемориала пограничной славы на Уссурийском бульваре» (Хабаровск).
- 3 премия — Виктор Мосиелев (скульптор) автор мемориального комплекса «Бойцам спецподразделения „Альфа“, погибших при исполнении воинского долга на Северном Кавказе» (Екатеринбург).
- Поощрительные дипломы и ценные подарки с символикой ФСБ России:

Анатолий Костяников (художник) автор картины «Дубровцы. Портрет разведчика Воробьёва Ивана Михайловича» (Орёл).
Александр Бем (Заслуженный художник Российской Федерации) создатель мемориального комплекса, посвящённого памяти уроженцев Пензенской области, военнослужащих силовых структур, отдавших жизнь при исполнении воинского долга (Пенза).
Георгий Мясников (член-корреспондент РАХ), Виктор Маркелов авторы памятника «Есть такая профессия — Родину защищать» (Черкесск).
Юрий Быстрюков (художник-дизайнер) за оформление экспозиции историко-демонстрационного зала Управления ФСБ России по Хабаровскому краю (Хабаровск).
Номинация «Кино- и телефильмы»:
- 1 премия — Джахонгир Файзиев режиссёр, продюсер художественных фильмов и телесериалов по военно-патриотической тематике (Москва).
- 2 премия — не присуждалась.
- 3 премия — Евгений Татаров режиссёр художественного фильма «Капитан Голливуд» (Москва).
- Поощрительные дипломы и ценные подарки с символикой ФСБ России:

не присуждались.
Номинация «Актёрская работа»:
- 1 премия — Павел Трубинер за талантливое воплощение образов сотрудников органов безопасности в российских кино- и телефильмах (Москва).
- 2 премия — Максим Дрозд за роль контрразведчика Арсения Седова в художественном телесериале «Смотритель маяка» (Москва).
- 3 премия — Евгений Шириков за роль сотрудника ФСБ России в художественном фильме «Капитан Голливуд» (Москва).
- Поощрительные дипломы и ценные подарки с символикой ФСБ России:

не присуждались.
Номинация «Музыкальное искусство»:
- 1 премия — Василий Ладюк солист ведущих российских и зарубежных театров, за активное личное участие в патриотических творческих проектах, оказание содействия органам безопасности в духовно-нравственном воспитании сотрудников (Москва).
- 2 премия — не присуждалась.
- 3 премия — Руслан Щукин за активное личное участие в патриотических творческих проектах, оказание содействия органам безопасности в духовно-нравственном воспитании сотрудников (Москва).
- Поощрительные дипломы и ценные подарки с символикой ФСБ России:

не присуждались.